# Råån
Råån tidligere Råå-ån, Kvistoftaån eller Kvistofta-Råån, er cirka 30 km lang å, der løber ud ved den gamle fiskerleje Råå ved Helsingborg. Åen danner den geografiske grænse mellem Helsingborgsletten og Lundsletten og har sit løb i en dal med store naturværdier. Dalen er klassificeret som både naturreservat, Natura 2000-område og riksinteresse både på grund af naturværdierne og kulturarven. Tidligere kunne navnet staves Råå-ån, og du kan derfor sige, at ålen der kom fra åen hed Råå-å-ål, det eneste ord i det svenske sprog med fire "åer" efter hinanden.
Dele af Råån løb udgøres af naturreservatet Borgen.